# Bye Bye Love
Bye Bye Love är en sång skriven av Felice och Boudleaux Bryant 1957. Låten är mest känd med The Everly Brothers, som nådde andra plats på Billboard-listan i USA och första plats på Cash Box Bäst säljande lista. 

## Covers
En cover av låten spelades in av Ray Charles på albumet Modern Sounds in Country and Western Music 1962 och av Rory Blackwell and his Blackjacks i England 1957. The Everly Brothers gjorde en country-version av låten som sålde mest hösten 1957 och en annan countryversion spelades in av Webb Pierce som nådde sjunde plats. Simon and Garfunkel spelade in låten "live" 1970 på albumet Bridge over Troubled Water. 